# Crepuscolarismo
Il crepuscolarismo è una corrente letteraria sviluppatasi in Italia all'inizio del XX secolo a opera di alcuni poeti tra i quali possiamo citare Guido Gozzano, Sergio Corazzini, Marino Moretti, Corrado Govoni e Antonia Pozzi. Non fu un vero e proprio movimento, ma una comunanza di stile e di intenti collocati in un ambito post-dannunziano. I giovani crepuscolari si rappresentano come intellettuali deboli e malati, desiderano voltare le spalle alla società e provano vergogna per il loro essere poeti. Dalla sfiducia del proprio ruolo nasce la “strategia di abbassamento” (del tono, dello stile, dei temi).

## Etimologia
Il 1º settembre 1910 apparve sul quotidiano La Stampa una recensione del critico Giuseppe Antonio Borgese alle liriche di Marino Moretti, Fausto Maria Martini e Carlo Chiaves, dal titolo "Poesia crepuscolare", e così venne usato per la prima volta il termine "crepuscolare" per indicare una categoria letteraria. La metafora del crepuscolo voleva indicare una situazione di spegnimento, dove predominavano i toni tenui e smorzati, di quei poeti che non avevano emozioni particolari da cantare, se non la vaga malinconia, come scrive appunto il Borgese, "di non aver nulla da dire e da fare". Il termine "crepuscolare" cominciò così ad essere usato dalla critica per delineare quel gruppo di poeti che, pur non costituendo una vera scuola, si trovavano concordi nelle scelte tematiche e linguistiche e che, soprattutto, rifiutavano qualsiasi forma di poesia eroica o sublime. Tale metafora sta ad indicare la fine di un'ideale parabola della poesia italiana, che si spegne in un «mite e lunghissimo crepuscolo» dopo il mattino (Dante, Petrarca, Boccaccio), il mezzodì (Matteo Maria Boiardo, Ludovico Ariosto, Torquato Tasso), il primo meriggio (Carlo Goldoni, Giuseppe Parini, Vittorio Alfieri) e il vespro (Ugo Foscolo, Alessandro Manzoni, Giacomo Leopardi).

## Storia
Negli stessi anni in cui si assisteva allo spirito di rivolta fondato sul vitalismo e l'individualismo del decadentismo italiano, del "niccianesimo" e delle filosofie della vita, propenso a vedere nell'intellettuale e nello scrittore il protagonista della storia e il creatore delle forze dell'avvenire (il poeta vate e il poeta-veggente di Arthur Rimbaud), dai crepuscolari vengono fatte esperienze poetiche differenti che sostanzialmente svalutano la funzione del poeta, e che quindi vanno nella direzione opposta da quella proposta da Giosuè Carducci (classicismo e richiami alla storia) e dalla elaborazione superomistica di Gabriele D'Annunzio nelle sue opere maggiori. I crepuscolari, intimisti e sentimentalisti, si rifanno invece più a Giovanni Pascoli (la poetica delle "piccole cose" delle raccolte Myricae e Canti di Castelvecchio), all'ultimo romanticismo e al D'Annunzio del Poema paradisiaco, e risentono dell'influsso di Paul Verlaine e di alcuni poeti decadenti fiamminghi e francesi, come Maurice Maeterlinck e Jules Laforgue; essi hanno ormai preso coscienza del logoramento di quella tradizione classica alla quale molti altri rimanevano fedeli. Essi furono il ponte di tramite, alternativo alle Avanguardie (futurismo, a cui alcuni di loro aderiranno, ermetismo, ecc.), tra il decadentismo e la nuova poesia intimista di autori come Umberto Saba e Vincenzo Cardarelli.

## Caratteristiche
Gli aspetti, privi di ogni ornamento e liberi dal peso della tradizione, sono accomunati dal bisogno di compianto e di confessione, dal rimpianto per i valori tradizionali persi e da una perenne insoddisfazione che non si sfoga in ribellione ma cerca solamente tranquilli angoli del mondo e luoghi conosciuti dell'anima in cui rifugiarsi.
Inoltre, i crepuscolari, pur da questi segnati e logorati eredi, declinano la poetica celebrativa di Carducci e l'esasperato estetismo di D'Annunzio.

### Temi della poesia
Uno tra i primi poeti crepuscolari, Corrado Govoni, in una lettera del 1904 inviata all'amico Gian Pietro Lucini, offre un esempio dei temi di questa poesia:

### Scelta linguistica
A questi contenuti corrisponde una coerente scelta linguistica. I crepuscolari tendono a ridurre la poesia a prosa e cercano un verso che, pur mantenendo il ritmo poetico, rompa con la metrica tradizionale e rimanga nell'ambito della prosa. Questo desiderio di un linguaggio prosastico e privo di ogni forma aulica e classicistica conduce alla piena affermazione del verso libero.

## Principali autori

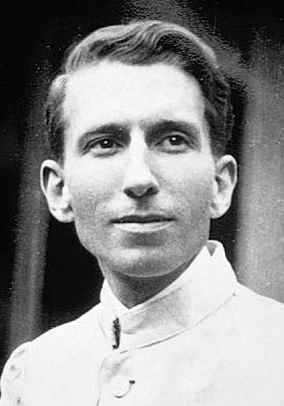
Guido Gozzano

Tra il 1899 e il 1904 nascono i primi testi crepuscolari ad opera di un gruppo romano raccolto intorno a Tito Marrone, a Corrado Govoni e a Sergio Corazzini, mentre, contemporaneamente, comincia a produrre un gruppo torinese che ha come maggiore esponente Guido Gozzano. Oltre a questi gruppi operano altri autori, come Fausto Maria Martini, Marino Moretti e per un certo periodo Aldo Palazzeschi.
Elenco cronologico delle opere dei poeti crepuscolari ricostruito da Giuseppe Farinelli in Perché tu mi dici poeta?, Storia e poesia del movimento crepuscolare, Carocci, Roma 2005, pag. 33:
- 1899: Cesellature di Tito Marrone.
- 1901: Le gemme e gli spettri e Le rime del commiato di Tito Marrone.
- 1903: Le fiale e Armonia in grigio et in silenzio di Corrado Govoni; Tutti li angioli piangeranno di Giulio Gianelli.
- 1904: Liriche di Tito Marrone; Mentre l'esilio dura di Giulio Gianelli; Dolcezze di Sergio Corazzini.
- 1905: Fuochi d'artifizio di Corrado Govoni; L'amaro calice e Le aureole di Sergio Corazzini; Fraternità di Marino Moretti; I cavalli bianchi di Aldo Palazzeschi.
- 1906: Piccolo libro inutile e Libro per la sera della domenica di Sergio Corazzini; Le piccole foglie morte di Fausto Maria Martini.
- 1907: Gli aborti di Corrado Govoni; Panem nostrum di Fausto Maria Martini; Lanterna di Aldo Palazzeschi; La via del rifugio di Guido Gozzano; La rinunzia e Un giorno di Carlo Vallini.
- 1908: Intimi vangeli di Giulio Gianelli; La serenata delle zanzare di Marino Moretti.
- 1909: Liriche di Sergio Corazzini; Poemi di Aldo Palazzeschi; Canti brevi di Nino Oxilia.
- 1910: Poesie provinciali di Fausto Maria Martini; Poesie scritte col lapis di Marino Moretti; Sogno e ironia di Carlo Chiaves; L'incendiario di Aldo Palazzeschi.
- 1911: Poesie elettriche di Corrado Govoni; Poesie di tutti i giorni di Marino Moretti; I colloqui di Guido Gozzano.
- 1913: L'incendiario II di Aldo Palazzeschi.
- 1915: L'inaugurazione della primavera di Corrado Govoni; Il giardino dei frutti di Marino Moretti.
- 1918: Gli orti di Nino Oxilia.
- 1939: Parole. Liriche di Antonia Pozzi (prima edizione incompleta)

A questo elenco occorre aggiungere Carnascialate. Poemi provinciali. Favole e fiabe, una raccolta inedita di Tito Marrone, raccolta che coaduna composizioni in parte pubblicate su riviste tra il 1903 e il 1908.

## Critica
Tra i maggiori studiosi e interpreti del Crepuscolarismo si segnala il giornalista e critico letterario Nino Tripodi, che ha curato l'antologia I crepuscolari (Edizioni del Borghese, Milano 1966), in cui sono contenuti, tra gli altri, testi mai più ristampati dalla editio princeps, e altri inediti.
Più recentemente, a cura di Francesco Grisi, è stato pubblicato il volume "I crepuscolari" (Newton Compton, 1995), un'antologia che ripercorre la poesia crepuscolare da Gozzano a Corazzini, passando per Palazzeschi, Govoni, Marrone, Oxilia, fino ai nomi meno celebri.